# مصنع (برمجة كائنية التوجه)

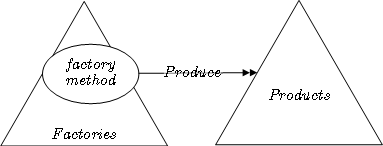
طريقة المصنع في LePUS3

في البرمجة كائنية التوجه (OOP)، المصنع هو كائن مسؤول عن إنشاء كائنات أخرى - المصنع بصيغة نظرية هو وظيفة أو طريقة تُرجع كائنات من نموذج أو صنف مختلف من استدعاء طريقة، والذي يُفترض أنه «جديد» "new". على نطاق أوسع، قد يُشار إلى روتين فرعي يقوم بإرجاع كائن «جديد» "new" على أنه «مصنع»، كما هو الحال في طريقة المصنع أو دالة المصنع. وهو المفهوم الأساسي في البرمجة كائنية التوجه، ويشكل الأساس لعدد من أنماط تصميم البرمجيات ذات الصلة.